# La Neuville-Sire-Bernard
La Neuville-Sire-Bernard – miejscowość i gmina we Francji, w regionie Hauts-de-France, w departamencie Somma.
Według danych na rok 1990 gminę zamieszkiwało 219 osób, a gęstość zaludnienia wynosiła 52 osoby/km² (wśród 2293 gmin Pikardii La Neuville-Sire-Bernard plasuje się na 779. miejscu pod względem liczby ludności, natomiast pod względem powierzchni na miejscu 948.).